# Vegyes házasság
A vegyes házasság (latinul matrimonium mixtum) korábbi jogunkban a különböző felekezethez tartozó házasfelek között köthető vagy tilalmazott házasság volt.

## Magyarországon

### Középkor
Szinte a kezdetektől fogva akadályokba ütközött Magyarországon a zsidók és izmaeliták (muzulmán vallásúak) keresztényekkel való házasságkötése. A zsidó vallás és az iszlám ugyanis a házastárs áttérését írta elő. Míg I. István korában még csak büntették azt az izraelita vallású férfit, aki keresztény nővel házasodik, „(…)a valláskülönbség, mint házassági akadály II. András idejében jelentkezett először erőteljesen. Ennek oka a kamaraispánságokat, valamint a só- és vámtisztségeket kezelő zsidókkal és izmaelitákkal szemben megmutatkozó közelégedetlenségben keresendő. Az 1233. évi beregi egyezményben II. András esküvel fogadta, hogy a zsidókkal és izmaelitákkal házasságra lépő keresztényeket jószágvesztéssel és szabadságvesztéssel fogja megbüntetni. A vegyes házasságok szigorú megítélése és tilalma a 15. századtól kezdve mutatott némi változást.

### Korai újkor
A 16. századtól a protestánsok és katolikusok közötti házasságkötés okozott új problémát. A 17. században a katolikus egyház már elfogadta a vegyes házasságokat, és a protestáns fél katolikus vallásra való áttérését csak akkor követelte meg, ha ezzel együtt más olyan házassági akadály is fennállt, amely alól az érintett félnek a pápától felmentést kellett kérnie.
III. Károly király 1731-es Carolina Resolutiója elismerte a vegyes házasságokat, de megkötésüket a katolikus fél papjának hatáskörébe utalta. Az 1790-91. évi országgyűlésen hozott törvények hiába gördítettek el minden akadályt a vegyes házasságok megkötésének útjából, a gyakorlatban a katolikus papok a protestáns féllel szemben felmerült aggályaikra hivatkozva egyszerűen megtagadták a közreműködést. A katolikus püspöki kar úgy döntött, hogy a katolikus pap a vegyes házasságokat csak akkor áldhatja meg, ha a protestáns fél a születendő gyermekekre vonatkozóan reverzálist ad.
A keresztény és zsidó ember közötti házasságra csakis az egyik vagy a másik fél úgynevezett ki- és betérése révén nyílott lehetőség.

### A 19. században
Az úgynevezett egyházpolitikai törvények elfogadásáig felekezeten kívüli státusra még ideiglenesen sem volt hivatalosan mód, tehát a kérdés szekularizált megoldása ekkor még jogilag elképzelhetetlennek számított.
Az 1880-as években a vegyes házasságot szabályozó törvénytervezet is az országgyűlés elé került, a főrendiház azonban  elbuktatta a törvény elfogadását. Erre csak 1894-ben került sor (1894/31. törvény). Ezzel teljes mértékben megvalósult az izraelita vallás recepciója.
Ezután a vegyes házasságoknak családi jogi jelentőségük az állami jogrend szempontjából nem volt (csak amennyiben külföldi házassági jogokra kellett tekintettel lenni), mert a házassági jogról szóló 1894. XXXI. t.-c. a valláskülönbséget nem ismerte el házassági akadálynak. Azokra a különböző vallású felekre azonban, akik súlyt helyeztek arra, hogy polgárilag kötött házasságuk egyházilag is érvényes legyen, e kérdés továbbra is jelentőséggel bírt, például a reverzális kérdésében.
A 19. század végétől azonban a reverzális nélkül kötött vegyes házasságokat Németországban és Magyarországon a katolikus egyház  súlyos bűn terhe alatt tiltotta ugyan, de nem tekintette érvénytelennek.